# Anolis dissimilis
Anolis dissimilis este o specie de șopârle din genul Anolis, familia Polychrotidae, descrisă de Williams 1965. Conform Catalogue of Life specia Anolis dissimilis nu are subspecii cunoscute.